# 933
Cette page concerne l'année 933  du calendrier julien. Pour l'année 933 av. J.-C., voir 933 av. J.-C.
L'année 933 est une année commune qui commence un mardi.

## Événements

### Europe
- 2 février :
  - Romain Ier Lekapenos nomme patriarche de Constantinople Theophylaktos, son fils de 15 ans, eunuque, avec l'approbation du pape Jean XI[1].
  - À la Chandeleur, jour où l’on célèbre traditionnellement les mariages, des pirates venus de Trieste auraient enlevé à Venise de jeunes épouses jusque dans l’église. Les Vénitiens, conduits par le doge Candiano, rattrapent et châtient les agresseurs[2].
- 15 mars : victoire du roi de Germanie Henri Ier l’Oiseleur sur les Magyars à la bataille de Riade près de Mersebourg[3]. Les Hongrois évitent les pays germaniques jusqu’en 954 malgré leur refus de payer tribut.
- 16 décembre : début de la réforme de Gorze en Lorraine, confiée à Jean de Vandière par l'évêque Adalbéron de Metz[4].
- L'archevêque Artaud de Reims reçoit le pallium du pape Jean XI au début de l'année[5].
- Rodolphe II de Bourgogne, roi de Bourgogne transjurane obtient du roi Hugues d'Italie l'abandon de ses droits à la souveraineté sur le royaume de Provence (ou Bourgogne cisjurane) en échange de sa renonciation à la couronne d'Italie et constitue ainsi le royaume d'Arles ou royaume de Deux-Bourgogne ; Le roi Raoul de Bourgogne intervient avec une armée dans la vallée du Rhône et pour confirmer ses droits sur Vienne gouvernée par Charles-Constantin[5].
- Le roi Raoul de Bourgogne concède à Guillaume Ier Longue-Épée, fils de Rollon, le Cotentin et l'Avranchin au détriment de la Bretagne[5], qui les tenait depuis le Traité de Compiègne (867).
- Raoul assiège Château-Thierry, possession de Herbert II de Vermandois, qui se rend après six semaines. Ham est reprise par Eudes, fils d'Herbert, qui l'utilise comme base pour piller les environs de Soissons et de Noyon. Herbert parvient à reprendre Saint-Quentin après trois jours de siège mais Hugues le Grand la récupère aussitôt, puis prend Roye, en Vermandois. Herbert entre en possession de Château-Thierry à la fin de l'année[5].

- Début du règne de Eirík blódöx (« à la hache sanglante »), roi de Norvège (fin en 935)[6].

- Soumission du château de Sagonte au sultan Abd al-Rahman III[7].